# Campagne 2011-2013 de l'équipe de France féminine de football
Cet article traite de la Campagne 2011-2013 de l'équipe de France féminine de football, pour l'équipe masculine, voir Campagne 2010-2012 de l'équipe de France de football.
Chronologie
Campagne 2009-2011
La campagne 2011-2013 de l'équipe de France féminine de football fait suite à la Coupe du monde féminine de football 2011, et voit la sélection française disputer les éliminatoires du Championnat d'Europe à partir de 2011. Durant cette période la sélection française dispute en outre le tournoi de football des Jeux olympiques d'été de 2012 en Angleterre. L'équipe de France est dirigée par Bruno Bini, en poste depuis 2007, puis par Philippe Bergeroo depuis le 30 juillet 2013.

## Historique

### Contexte

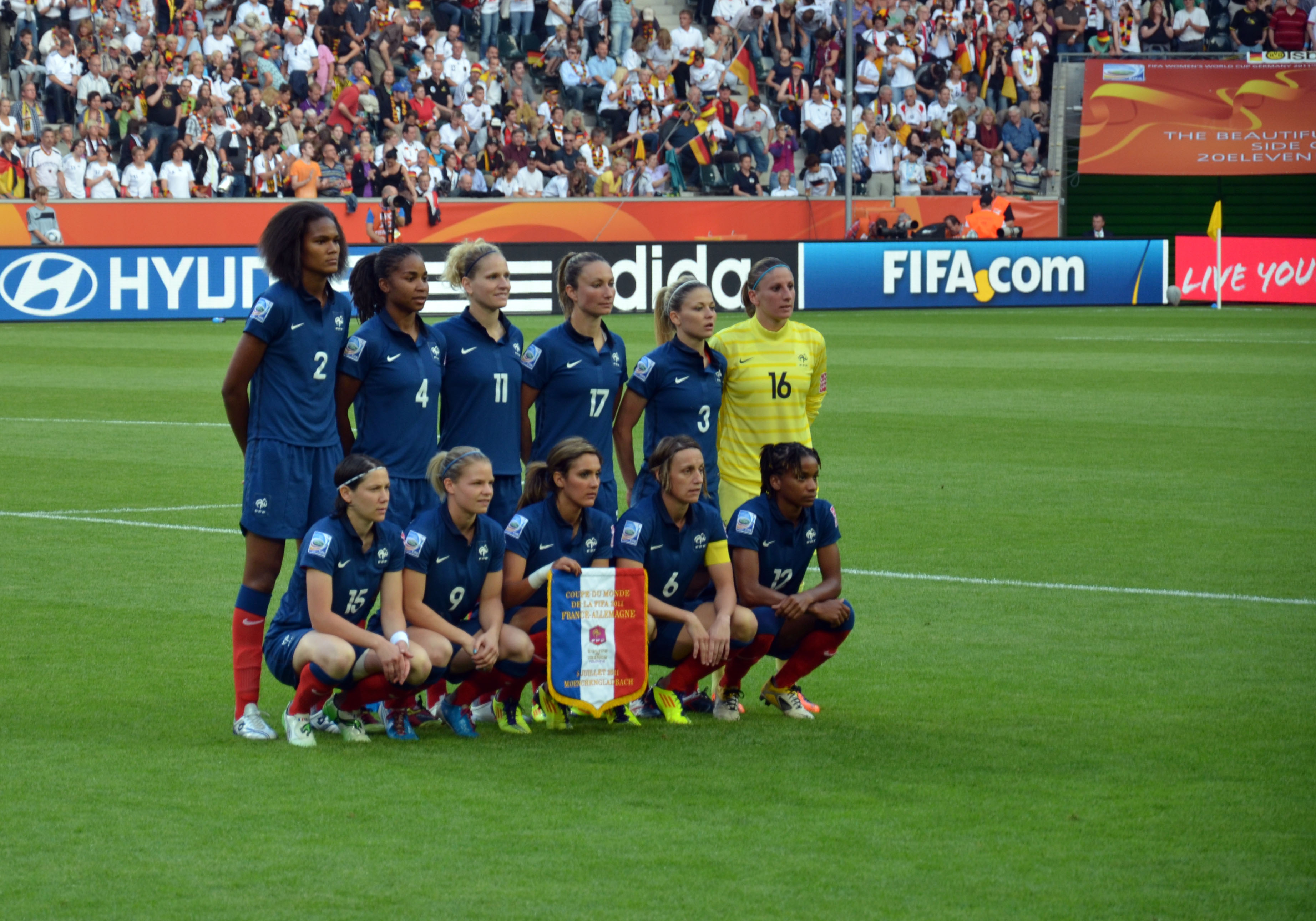
L'équipe de France pendant la Coupe du monde 2011

L'équipe de France féminine de football participe pendant l'été 2011 à la Coupe du monde en Allemagne. C'est la deuxième fois que la sélection est qualifiée pour la compétition mondiale. En phase de groupe, la France est opposée au Nigeria, champion d'Afrique en titre, au Canada, champion d'Amérique du Nord en titre, et à l'Allemagne, vainqueur des deux dernières Coupes du monde en 2003 et 2007.
Le 26 juin 2011, les Bleues s'imposent 1-0 contre le Nigeria, sur un but de Marie-Laure Delie marqué à la 56e minute. Quatre jours plus tard, elles remportent une belle victoire 4-0 contre le Canada, avec notamment un doublé de Gaëtane Thiney, qui les qualifie pour les quarts de finale, pour la première fois de leur histoire. Après une défaite sans incidence contre l'Allemagne, elles éliminent l'Angleterre en quart de finale. La France s'incline ensuite contre les États-Unis en demi-finale puis contre la Suède en match de classement. La France se classe quatrième de la compétition, son meilleur résultat jusqu'alors.

### Éliminatoires du championnat d'Europe
La France est opposée en matchs aller-retour aux sélections d'Écosse, d'Irlande, d'Israël et du Pays de Galles. L'équipe terminant première du groupe est directement qualifiée pour le Championnat d'Europe de football féminin 2013, le deuxième pouvant également se qualifier soit directement soit via une rencontre de barrage.
Le 4 avril 2012, l'équipe de France bat le Pays de Galles devant 20 000 spectateurs dans le stade Michel-d'Ornano de Caen. Il s'agit d'un nouveau record d'affluence pour un match féminin de football sur le territoire français.

## L'équipe

### Sélectionneur
Le sélectionneur de l'équipe de France est Bruno Bini. Il est nommé à ce poste le 16 février 2007 après avoir mené l'équipe de France féminine des moins de 19 ans au titre européen en 2003. Son contrat prend fin après la Coupe du monde féminine de football 2011. Après la quatrième place acquise à la Coupe du monde, le contrat est prolongé de deux ans jusqu'en 2013 par la Fédération française de football (FFF). Ce nouveau contrat comporte une clause de prolongation automatique de deux ans supplémentaires en cas de qualification pour le Championnat d'Europe de football féminin 2013.

### Effectif actuel
Les 18 joueuses suivantes ont été convoquées pour participer au match amical contre la Pologne et celui comptant pour les éliminatoires de la coupe du monde 2015 contre l'Autriche, les 25 et 31 octobre 2013.

#### Appelées récemment
Les joueuses suivantes ne font pas partie du dernier groupe appelé mais ont été retenues en équipe nationale lors des 12 derniers mois.
Les joueuses qui comportent ce signe , sont blessées.
| Pos. | Nom                | Date de Naissance | Sél. | Buts | Club               | Dernière convocation/sélection   |
| ---- | ------------------ | ----------------- | ---- | ---- | ------------------ | -------------------------------- |
| DF   | Julie Soyer        | 30 juin 1985      | 6    | 0    | FCF Juvisy         | vs Australie, 6 juillet 2013     |
| DF   | Ophélie Meilleroux | 18 janvier 1984   | 67   | 0    | Montpellier HSC    | vs Australie, 6 juillet 2013     |
| DF   | Annaïg Butel       | 15 février 1992   | 1    | 0    | FCF Juvisy         | vs Canada, 4 avril 2013          |
| MT   | Camille Abily      | 5 décembre 1984   | 122  | 23   | Olympique lyonnais | vs Kazakhstan, 25 septembre 2013 |
| MT   | Kheira Hamraoui    | 13 janvier 1990   | 1    | 0    | Paris SG           | vs Allemagne, 29 novembre 2012   |
| MT   | Melissa Plaza      | 28 juillet 1988   | 2    | 0    | Olympique lyonnais | vs Pays-Bas, 24 octobre 2012     |
| AT   | Viviane Asseyi     | 20 novembre 1993  | 1    | 0    | Montpellier HSC    | vs Norvège, 29 juin 2013         |
| AT   | Sandrine Brétigny  | 2 juillet 1984    | 22   | 9    | FCF Juvisy         | vs Norvège, 29 juin 2013         |

## Statistiques

### Matchs de la campagne 2011-2013
Le tableau suivant liste les rencontres de l'équipe de France lors de la campagne 2011-2013. Le nombre de buts marqués par l'équipe de France est indiqué en premier dans le score.
| No | Date              | Lieu                                      | Adversaire           | Score        | Comp. | Buteuse(s) France                                                                                                  | Buteuse(s) adversaire                  |
| -- | ----------------- | ----------------------------------------- | -------------------- | ------------ | ----- | --- | -------------------------------------- |
| 1  | 24 août 2011      | Lens, Stade Félix-Bollaert                | Pologne              | 2-0          | A.    | Thomis 1re, Bussaglia 36e                                                                                          |                                        |
| 2  | 14 septembre 2011 | Ness Ziona                                | Israël               | 5-0          | É.    | Eni 4e (csc), Franco 63e, Abily 71e, · Le Sommer 85e, Delie 87e                                                    |                                        |
| 3  | 22 septembre 2011 | Cork, Turners Cross                       | République d'Irlande | 3-1          | É.    | Nécib 62e, Delie 69e, Le Sommer 74e                                                                                | O'Gorman 90e+2                         |
| 4  | 22 octobre 2011   | Llanelli, Parc y Scarlets                 | Pays de Galles       | 4-1          | É.    | Thiney 42e 73e, Le Sommer 66e, Delie 85e                                                                           | Ludlow 1re                             |
| 5  | 26 octobre 2011   | Troyes, Stade de l'Aube                   | Israël               | 5-0          | É.    | Thiney 15e 38e 39e, Bompastor 22e (pen.), · Rubio 89e                                                              |                                        |
| 6  | 16 novembre 2011  | Pointe-à-Pitre, Stade René-Serge-Nabajoth | Uruguay              | 8-0          | A.    | Thiney 6e 45e, Delie 7e, Nécib 12e, · Le Sommer 51e 65e 88e, Abily 53e                                             |                                        |
| 7  | 20 novembre 2011  | Fort-de-France, Stade Pierre-Aliker       | Mexique              | 5-0          | A.    | Nécib 5e, Delie 7e 33e, Thomis 38e, · Renard 70e                                                                   |                                        |
| 8  | 15 février 2012   | Nîmes, Stade des Costières                | Pays-Bas             | 2-1          | A.    | Le Sommer 54e, Delie 67e                                                                                           | Spitse 45e                             |
| 9  | 28 février 2012   | Nicosie, Stade GSP                        | Suisse               | 3-0          | T.    | Delie 5e, Thiney 17e, Bompastor 38e (pen.)                                                                         |                                        |
| 10 | 1er mars 2012     | Larnaca, GSK Stadium                      | Finlande             | 2-1          | T.    | Le Sommer 36e, Renard 71e                                                                                          | Sällström 63e                          |
| 11 | 4 mars 2012       | Larnaca, GSK Stadium                      | Angleterre           | 3-0          | T.    | Nécib 11e, Delie 50e, Thiney 80e                                                                                   |                                        |
| 12 | 6 mars 2012       | Larnaca, GSK Stadium                      | Canada               | 2-0          | T.    | Delie 31e, Nécib 62e                                                                                               |                                        |
| 13 | 31 mars 2012      | Le Havre, Stade Jules-Deschaseaux         | Écosse               | 2-0          | É.    | Dieke 63e (csc), Renard 69e                                                                                        |                                        |
| 14 | 4 avril 2012      | Caen, Stade Michel-d'Ornano               | Pays de Galles       | 4-0          | É.    | Thomis 8e 38e 50e, Abily 79e                                                                                       |                                        |
| 15 | 4 juillet 2012    | Orléans, Stade de la Source               | Roumanie             | 6-0          | A.    | Thomis 22e, Le Sommer 29e 41e, Nécib 33e, · Franco 62e, Catala 68e                                                 |                                        |
| 16 | 11 juillet 2012   | Beauvais, stade Pierre-Brisson            | Russie               | 3-0          | A.    | Thiney 11e, Delie 22e 41e                                                                                          |                                        |
| 17 | 19 juillet 2012   | Paris, stade Charléty                     | Japon                | 2-0          | A.    | Delie 24e, Renard 73e                                                                                              |                                        |
| 18 | 25 juillet 2012   | Glasgow, Hampden Park                     | États-Unis           | 2-4          | JO.   | Thiney 12e, Delie 14e                                                                                              | Wambach 18e, Morgan 31e 66e, Lloyd 55e |
| 19 | 28 juillet 2012   | Glasgow, Hampden Park                     | Corée du Nord        | 5-0          | JO.   | Georges 45e, Thomis 70e, Delie 71e · Renard 81e, Catala 87e                                                        |                                        |
| 20 | 31 juillet 2012   | Newcastle, St James' Park                 | Colombie             | 1-0          | JO.   | Thomis 5e |                                        |
| 21 | 3 août 2012       | Glasgow, Hampden Park                     | Suède                | 2-1          | JO.   | Georges 29e, Renard 39e                                                                                            | Fischer 18e                            |
| 22 | 6 août 2012       | Londres, Wembley                          | Japon                | 1-2          | JO.   | Le Sommer 75e | Ōgimi 32e, Sakaguchi 49e               |
| 23 | 9 août 2012       | Coventry, Ricoh Arena                     | Canada               | 0-1          | JO.   | | Matheson 91e                           |
| 24 | 15 septembre 2012 | Guingamp, Stade du Roudourou              | République d'Irlande | 4-0          | É.    | Thomis 8e, Le Sommer 12, Morel 86e                                                                                 |                                        |
| 25 | 19 septembre 2012 | Édimbourg, Tynecastle                     | Écosse               | 5-0          | É.    | Delie 17e 72e, Le Sommer 34, · Nécib 64e                                                                           |                                        |
| 26 | 20 octobre 2012   | Paris, Stade Charlety                     | Angleterre           | 2-2          | A.    | Delie 59e 83e | Houghton 34e, J. Scott 39e             |
| 27 | 24 octobre 2012   | Eindhoven, Stade Jan Louwers              | Pays-Bas             | 1-1          | A.    | Le Sommer 89e | Spitse 61e                             |
| 28 | 29 novembre 2012  | Halle, Erdgas Sportpark                   | Allemagne            | 1-1          | A.    | Franco 23e | Faisst 2e                              |
| 29 | 13 février 2013   | Strasbourg, Stade de la Meinau            | Allemagne            | 3-3          | A.    | Nécib 15e 22e, Delie 53e                                                                                           | Schmidt 12e, Keßler 66e 81e            |
| 30 | 6 mars 2013       | Nancy, Stade Marcel-Picot                 | Brésil               | 2-2          | A.    | Le Sommer 57e,Thiney 86e (pen.)                                                                                    | Giovania 32e 79e                       |
| 31 | 9 mars 2013       | Rouen, Stade Robert-Diochon               | Brésil               | 1-1          | A.    | Nécib 90+6e (pen.)                                                                                                 | Georges 47e (csc)                      |
| 32 | 4 avril 2013      | Nice, Stade du Ray                        | Canada               | 1-1          | A.    | Thomis 45+1e | Kyle 90+5e                             |
| 33 | 1er juin 2013     | Valenciennes, Stade du Hainaut            | Finlande             | 3-0          | A.    | Delie 32e 79e,Thiney 37e                                                                                           |                                        |
| 34 | 29 juin 2013      | Reims, Stade Auguste-Delaune              | Norvège              | 1-0          | A.    | Thiney 63e |                                        |
| 35 | 6 juillet 2013    | Angers, Stade Jean-Bouin                  | Australie            | 0-2          | A.    | | Butt 36e, Gorry 70e                    |
| 36 | 12 juillet 2013   | Norrköping, Idrottsparken                 | Russie               | 3-1          | Eu.   | Delie 21e 31e, Le Sommer 67e                                                                                       | Morozova 84e                           |
| 37 | 15 juillet 2013   | Norrköping, Idrottsparken                 | Espagne              | 1-0          | Eu.   | Renard 5e |                                        |
| 38 | 18 juillet 2013   | Linköping, Linköping Arena                | Angleterre           | 3-0          | Eu.   | Le Sommer 9e, Nécib 62e, Renard 64e                                                                                |                                        |
| 39 | 22 juillet 2013   | Linköping, Linköping Arena                | Danemark             | 1-1, 2-4 tab | Eu.   | Nécib 71e | Rasmussen 28e                          |
| 40 | 20 septembre 2013 | Bondoufle, Stade Robert-Bobin             | Tchéquie             | 2-0          | A.    | Renard 7e, Nécib 82e                                                                                               |                                        |
| 41 | 25 septembre 2013 | Chimkent, Futbol Ortalığı BÏİK Main Field | Kazakhstan           | 4-0          | Q.    | Delie 15e, Thiney 17e 37e, Delannoy 21e                                                                            |                                        |
| 42 | 25 octobre 2013   | Beauvais, Stade Pierre-Brisson            | Pologne              | 6-0          | A.    | Le Sommer 16e 38e, Renard 34e, Nécib 47e, Thiney 90+2e, Tonazzi 90+5e                                              |                                        |
| 43 | 31 octobre 2013   | Ritzing, Sonnenseestadion                 | Autriche             | 3-1          | Q.    | Nécib 16e, Henry 18e, Renard 61e                                                                                   | Wenninger, 65e                         |
| 44 | 23 novembre 2013  | Lovech, Lovech Stadion                    | Bulgarie             | 10-0         | Q.    | Delie 1re 5e 10e, Thiney 9e 75e 80e, · Renard 20e 34e, Bussaglia 73e, Le Sommer 81e                                |                                        |
| 45 | 27 novembre 2013  | Le Mans, MMArena                          | Bulgarie             | 14-0         | Q.    | Bussaglia 1re, Le Sommer 3e 24e 45e 89e, Thiney 4e 11e 40e 82e, · Nécib 6e, Renard 21e 36e, Abily 48e, Georges 57e |                                        |

| Score : - G = Match gagné - N = Match nul - P = Match perdu | Compétition : - A. = Match amical - É. = Éliminatoires du Championnat d'Europe 2013 - T. = Tournoi de Chypre, amical - JO. = Jeux olympiques d'été de 2012 - Eu. = Phase finale Euro 2013 - Q. = Qualification Coupe du monde 2015 |

### Coefficient FIFA
Malgré la quatrième place lors de la coupe du monde de football féminin 2011, la France conserve sa 7eplace du classement mondial féminin de la FIFA. Puis, en décembre 2011, les bleues deviennent 6e. Enfin, à l'issue des Jeux Olympiques d'été de Londres en août 2012, la France décroche une 5e place au classement FIFA et conservera ce même classement jusqu'en mars 2013.
| 2011 |      |     |      |       |     |      | juil. | août | sept. | oct | nov | déc. |
| ---- | ---- | --- | ---- | ----- | --- | ---- | ----- | ---- | ----- | --- | --- | ---- |
| Rang |      |     |      |       |     |      | 7     | 7    | 7     | 7   | 7   | 6    |
| 2012 | janv | fév | mars | avril | mai | juin | juil  | août | sept  | oct | nov | déc  |
| Rang | 6    | 6   | 6    | 6     | 6   | 6    | 6     | 5    | 5     | 5   | 5   | 5    |
| 2013 | janv | fév | mars | avril | mai | juin | juil  | août |       |     |     |      |
| Rang | 5    | 5   | 5    | 5     | 5   | 6    |       |      |       |     |     |      |